# Levain Cup-Sudamericana Final de 2019
A Levain Cup-Sudamericana Final de 2019, oficialmente J.League YBC Levain Cup/CONMEBOL Sudamericana Final de 2019, foi a 12.ª e última edição desta competição de futebol, realizada entre a equipe campeã da Copa Sul-Americana de 2018 (CONMEBOL) e a equipe campeã da Copa da Liga Japonesa de 2018 (JFA).
O campeão foi o Athletico Paranaense, do Brasil, ao golear o Shonan Bellmare, do Japão, por 4–0. O Athletico foi o quarto clube brasileiro a disputar este torneio, sendo o segundo a vencê-lo.

## Participantes
| Instituição | Equipe               | Classificação                            | Participação |
| ----------- | -------------------- | ---------------------------------------- | ------------ |
| JFA         | Shonan Bellmare      | Campeão da Copa da Liga Japonesa de 2018 | 1º           |
| CONMEBOL    | Athletico Paranaense | Campeão da Copa Sul-Americana de 2018    | 1º           |

## Final
| 7 de agosto   | Shonan Bellmare | 0 – 4     | Athletico Paranaense                                                    | Estádio Shonan BMW Hiratsuka, Hiratsuka          |
| 19:00 (UTC+9) |                 | Relatório | Marcelo Cirino 41' · Rony 56' · Thonny Anderson 63' · Braian Romero 85' | Público: 9 129 Árbitro: QAT Muhammad Taqi (FIFA) |

| Shonan | Athletico-PR |

## Premiação
| J.League YBC Levain Cup/CONMEBOL Sudamericana Final de 2019 |
| ----------------------------------------------------------- |
| Athletico Paranaense Campeão (1º título)                    |